# Lspci
lspci — утилита Unix, которая печатает в стандартный вывод детальную информацию о всех PCI-шинах и устройствах на них. Основана на библиотеке libpci, которая предоставляет доступ к конфигурационному адресному пространству PCI на различных операционных системах.
Пример вывода утилиты на Linux-системе:
```
# lspci
00:00.0 Host bridge: Intel Corporation Core Processor DRAM Controller (rev 18)
00:01.0 PCI bridge: Intel Corporation Core Processor PCI Express x16 Root Port (rev 18)
00:1a.0 USB controller: Intel Corporation 5 Series/3400 Series Chipset USB2 Enhanced Host Controller (rev 06)
00:1b.0 Audio device: Intel Corporation 5 Series/3400 Series Chipset High Definition Audio (rev 06)
00:1c.0 PCI bridge: Intel Corporation 5 Series/3400 Series Chipset PCI Express Root Port 1 (rev 06)
00:1d.0 USB controller: Intel Corporation 5 Series/3400 Series Chipset USB2 Enhanced Host Controller (rev 06)
00:1e.0 PCI bridge: Intel Corporation 82801 PCI Bridge (rev a6)
00:1f.0 ISA bridge: Intel Corporation 5 Series Chipset LPC Interface Controller (rev 06)
00:1f.2 IDE interface: Intel Corporation 5 Series/3400 Series Chipset 4 port SATA IDE Controller (rev 06)
00:1f.3 SMBus: Intel Corporation 5 Series/3400 Series Chipset SMBus Controller (rev 06)
00:1f.5 IDE interface: Intel Corporation 5 Series/3400 Series Chipset 2 port SATA IDE Controller (rev 06)
01:00.0 VGA compatible controller: NVIDIA Corporation GF116 [GeForce GTX 550 Ti] (rev a1)
01:00.1 Audio device: NVIDIA Corporation GF116 High Definition Audio Controller (rev a1)
04:00.0 Ethernet controller: Qualcomm Atheros AR8131 Gigabit Ethernet (rev c0)
ff:00.0 Host bridge: Intel Corporation Core Processor QuickPath Architecture Generic Non-core Registers (rev 05)

```

Если некоторые устройства отображаются как неизвестные (например: «Unknown device 2830 (rev 02)»), то команда update-pciids обычно позволяет решить эту проблему.
В FreeBSD взамен используется утилита pciconf -l, которая может также выполнять другие функции, такие как чтение и запись конфигурационного адресного пространства PCI.
По схожему принципу устроена утилита lsusb, выводящая информацию об USB-портах и устройствах, к ним присоединённым.